# Deutsche Sportpartei
Die Deutsche Sportpartei (Kurzbezeichnung: DSP) war eine politische Partei in Deutschland.
Mediale Aufmerksamkeit hatte die Partei einigen bekannten Sportlern zu verdanken, die sich öffentlich zur Deutschen Sportpartei bekannten.
Im Verzeichnis der Parteien und politischen Vereinigungen, die gemäß § 6 Absatz 3 Parteiengesetz bei der Bundeswahlleiterin Parteiunterlagen hinterlegt haben, wird die DSP mit Stand September 2024 nicht mehr aufgeführt.

## Teilnahme an Wahlen
Bei der Landtagswahl in Nordrhein-Westfalen 2022 nahm die Deutsche Sportpartei mit einer Landesliste an der Wahl teil. 3839 Stimmen konnte die DSP bei der Wahl gewinnen und kam so auf 0,1 % der abgegebenen Stimmen.
Die DSP war lediglich über ihren damaligen Bezirksvertreter und Bundesvorsitzenden, Michael Möller, im Stadtbezirk 7 Düsseldorfs vertreten. Dieser hatte sein Mandat noch über die Freien Wähler erzielt.

## Inhaltliches Profil
- Das Grundsatzprogramm[13] wurde von den Mitgliedern der Deutschen Sportpartei auf dem Bundesparteitag vom 8. bis 9. Juni 2018 verabschiedet.

## Organe

### Parteitag
Der Bundesparteitag war das höchste Organ der Deutschen Sportpartei. Er trat mindestens alle zwei Jahre zusammen, bestimmte die Grundlinien der DSP-Politik, verabschiedete das Parteiprogramm, beschloss über die Satzung und wählte Delegierte für die Vertreterversammlungen.
Beim Bundesparteitag am 8. und 9. Juni 2018 wurden neben einem neuen Vorstand u. a. die Delegierten für die Vertreterversammlung zur Aufstellung der Kandidaten für das 9. Europäische Parlament gewählt.

### Bundesvorstand
Der DSP-Bundesvorstand leitete die Bundespartei. Er führte die Beschlüsse des Bundesparteitages und der Delegierten-Versammlungen aus und berief den Bundesparteitag ein.

### Landesverbände
Bayern: Hannah Rauch, Europameisterin im Grappling, gründete u. a. mit Daniel Romic, dem Geschäftsführer der Graduiertenakademie an der Katholischen Universität Eichstätt-Ingolstadt, den Landesverband Bayern.
Nordrhein-Westfalen: Der Bundesvorsitzende Michael Möller gründete neben dem Bundesverband auch den Landesverband Nordrhein-Westfalen.
Rheinland-Pfalz: Der Hatzenbühler Boxmanager Bernd Bauer und Vater von Deutschlands jüngstem Box-Profi, Leon Bauer, gründete Ende 2016 den Landesverband Rheinland-Pfalz. Am 17. Februar 2017 fand die erste Mitgliederversammlung des Landesverbandes statt.
Baden-Württemberg: Sascha Sharma, ein bekannter MMA-Kämpfer, war Ansprechpartner und Gründungsmitglied des Landesverbandes Baden-Württemberg.

### Kreisverband Düsseldorf
Dem Kreisverband Düsseldorf kam eine besondere Bedeutung zu, da sich die Deutsche Sportpartei dort gründete und dort die meisten Mitglieder hatte. Das spiegelte sich auch in den Vorstandspositionen im Bund wider. Der Bundesvorsitzende Michael Möller ist Bezirksvertreter im Stadtbezirk 07 in Düsseldorf.